# Limfadenopatia

Adenopaties retroperitoneals i bilaterals d'un seminoma testicular, que conflueixen i abracen l'aorta. Home de 44 anys. Imatge de tomografia computada.

Una adenopatia o una limfadenopatia (o menys emprada, una limfoadenopatia) és un terme que significa malaltia dels ganglis limfàtics. Es tracta, però, gairebé com un sinònim del terme popular de tenir un "gangli inflamat". Pot ser a causa d'una infecció, una malaltia autoimmunitària, o una neoplàsia.
La inflamació d'un gangli limfàtic s'anomena limfadenitis.A la pràctica, la distinció entre la limfadenopatia i limfadenitis rares vegades es fa. (S'anomena limfangitis a la inflamació dels vasos limfàtics.